# Taxeotis perlinearia
Taxeotis perlinearia är en fjärilsart som beskrevs av Walker 1861. Taxeotis perlinearia ingår i släktet Taxeotis och familjen mätare. Inga underarter finns listade i Catalogue of Life.